# Peter Han Kong-ryel
Peter Han Kong-ryel (koreanisch: 한공렬 베드로; * 3. Februar 1913 in Inchen; † 7. März 1973) war ein koreanischer Geistlicher und römisch-katholischer Erzbischof von Gwangju.

## Leben
Am 24. Juni 1939 wurde Han zum Priester geweiht. Johannes XXIII. ernannte ihn am 3. Januar 1961 zum Apostolischen Vikar von Chonju und Titularbischof von Sagalassus. Am 12. März 1961 spendete ihm Krikor Bedros XV. Agagianian, Präfekt der Kongregation für die Evangelisierung der Völker, in der Kapelle der Propaganda fide die Bischofsweihe. Mitkonsekratoren waren die Erzbischöfe Pietro Sigismondi, Sekretär der Kongregation für die Evangelisierung der Völker, und Leone Giovanni Battista Nigris, ehemaliger Nuntius in Albanien.
Am 10. März 1962 erhob Papst Johannes XXIII. das Apostolische Vikariat zum Bistum Jeonju. Er wurde damit zu dessen ersten Bischof. Er nahm an allen vier Sitzungsperioden des Zweiten Vatikanischen Konzils teil. Am 28. Juni 1971 ernannte ihn Papst Paul VI. zum Erzbischof von Gwangju.
Sein Wahlspruch war In Verbo tuo Laxabo rete.